# Dendrobium maliliense
Dendrobium maliliense är en orkidéart som beskrevs av Johannes Jacobus Smith. Dendrobium maliliense ingår i släktet Dendrobium, och familjen orkidéer. Inga underarter finns listade i Catalogue of Life.